# Welsow
Welsow ist ein Ortsteil der Stadt Angermünde im Landkreis Uckermark in Brandenburg.
Der Ort liegt nördlich der Kernstadt Angermünde an der Kreisstraße 7347/7305. Östlich verläuft die Landesstraße 28 und westlich die B 198.

## Geschichte

### Eingemeindungen
Im Jahr 2003 wurde Welsow nach Angermünde eingemeindet.

## Sehenswürdigkeiten
In der Liste der Baudenkmale in Angermünde ist für Welsow als einziges Baudenkmal die aus der zweiten Hälfte des 13. Jahrhunderts stammende evangelische Dorfkirche Welsow (mit einem verbretterten Turm aus dem Jahr 1777) aufgeführt.

## Verkehr
Der Haltepunkt Welsow-Bruchhagen lag an der Bahnstrecke Berlin–Szczecin. Inzwischen verkehren die Züge ohne Halt.